# Pseudocellus spinotibialis
Espèce
Synonymes
- Cryptocellus spinotibialis Goodnight & Goodnight, 1952

Pseudocellus spinotibialis est une espèce de ricinules de la famille des Ricinoididae.

## Distribution
Cette espèce est endémique du Chiapas au Mexique. Elle se rencontre dans la finca Guatimoc sur le volcan Tacaná.

## Description
Les femelles mesurent de 6,3 à 6,7 mm.

## Publication originale
- Goodnight & Goodnight, 1952 : A new Ricinulid from Chiapas, Mexico (Arachnoidea, Ricinulei). American Museum Novitates, no 1583, p. 1-5 (texte intégral.